# Randy Wright
Randall Steven Wright (St. Charles, 12 gennaio 1961) è un ex giocatore di football americano statunitense che ha giocato nel ruolo di quarterback per tutta la carriera con i Green Bay Packers della National Football League (NFL). Al college giocò a football all'Università del Wisconsin-Madison.

## Carriera
Wright fu scelto nel corso del sesto giro (153º assoluto) del Draft NFL 1984 dai Green Bay Packers. Nella sua seconda stagione si divise nel ruolo di titolare con Jim Zorn e Lynn Dickey mentre nella successiva giocò l'intera annata come partente. Nelle ultime due stagioni della carriera professionistica, quelle del 1987 e 1988, divise i minuti in campo con quello che sarebbe stato il suo successore, Don Majkowski.

## Statistiche
| Yard passate      | 7.106 |
| Touchdown         | 31    |
| Intercetti subiti | 57    |
| Passer rating     | 61,4  |